# Lindsley Foote Hall
Lindsley Foote Hall (1883-1969) va ser un arqueòleg i egiptòleg de Portland, Oregon, que va treballar per al Metropolitan Museum of Art de Nova York, N.Y. i va formar part de l'expedició que va descobrir la tomba del rei Tutankhamon a Egipte el 1922-1923.
Lindsley està a la llista de possibles morts a causa de la llegenda que deia que tot aquell que obri la tomba de Tutankhamon en patirà les conseqüències, però no obstant, Lindsey va morir als 86 anys per causes naturals.